# Poecilia latipunctata
Poecilia latipunctata, localmente conhecida como molly del tamesi, é uma espécie de peixe da família Poeciliidae.
É endémica do México.